# 绒毛梨叶悬钩子
绒毛梨叶悬钩子（学名：Rubus pirifolius var. tomentosus）为蔷薇科悬钩子属下的一个变种。

## 扩展阅读
- 維基物種上的相關：绒毛梨叶悬钩子